# Belgische Gouden Schoen 1965
De verkiezing van de Belgische Gouden Schoen 1965 werd in 1966 gehouden. Paul Van Himst won de voetbaltrofee voor de derde keer en werd recordhouder.

## De prijsuitreiking
RSC Anderlecht domineerde de jaren 60. De club speelde onder trainer Pierre Sinibaldi in 1965 voor de tweede keer op rij kampioen. De nog steeds maar 22-jarige Van Himst behoorde daarom opnieuw tot de favorieten, net als zijn ploegmaat en ex-winnaar Wilfried Puis.
De favorieten waren hetzelfde, de volgorde was anders. Puis was de winnaar van een jaar eerder, maar werd nu, ondanks een hogere score, tweede. Van Himst won de trofee voor de derde keer en werd zo tot 1970 alleen recordhouder. De kleine rechtsachter Georges Heylens maakte het paars-witte podium compleet.

## Top 5
| Nr. | Land            | Naam            | Club(s)        | Punten |
| --- | --------------- | --------------- | -------------- | ------ |
| 1.  | Vlag van België | Paul Van Himst  | RSC Anderlecht | 180    |
| 2.  | Vlag van België | Wilfried Puis   | RSC Anderlecht | 101    |
| 3.  | Vlag van België | Georges Heylens | RSC Anderlecht | 52     |
| 4.  | Vlag van België | Yves Baré       | Club Luik      | 48     |
| 5.  | Vlag van België | Johnny Thio     | Club Brugge    | 35     |

1954 · 
1955 · 
1956 · 
1957 · 
1958 · 
1959 · 
1960 · 
1961 · 
1962 · 
1963 · 
1964 · 
1965 · 
1966 · 
1967 · 
1968 · 
1969 · 
1970 · 
1971 · 
1972 · 
1973 · 
1974 · 
1975 · 
1976 · 
1977 · 
1978 · 
1979 · 
1980 · 
1981 · 
1982 · 
1983 · 
1984 · 
1985 · 
1986 · 
1987 · 
1988 · 
1989 · 
1990 · 
1991 · 
1992 · 
1993 · 
1994 · 
1995 · 
1996 · 
1997 · 
1998 · 
1999 · 
2000 · 
2001 · 
2002 · 
2003 · 
2004 · 
2005 · 
2006 · 
2007 · 
2008 · 
2009 · 
2010 · 
2011 · 
2012 · 
2013 · 
2014 · 
2015 · 
2016 · 
2017 ·
2018 ·
2019 ·
2020 ·
2022 ·
2023 ·
2024